# Шульгин, Алексей Яковлевич
Алексей Яковлевич Шульгин (25 июля 1928 года, хутор Латышев, Шахтинско-Донецкий округ, Северо-Кавказский край — 28 марта 1985 года) — комбайнёр колхоза имени Кирова Морозовского района Ростовской области. Герой Социалистического Труда (1967), награждён орденом Ленина (1967), медалью «Серп и Молот» (1967), бронзовой медалью ВДНХ СССР (1967).

## Биография
Родился Алексей Яковлевич 25 июля 1928 года в хуторе Латышев Морозовского района Шахтинско-Донецкого округа Северо-Кавказского края (ныне исключён из учетных данных). Свою трудовую деятельность Алексей Яковлевич начал в шестнадцать лет, в 1944 году он работах на тракторах колесных, затем гусеничных. Продолжил трудовую деятельность в качестве помощника бригадира тракторной бригады, потом был бригадиром. После окончания Великой Отечественной войны работал до 1949 года, затем в течение трёх лет в 1949—1952 годах служил в советской Армии. После возвращения из армии с февраля 1953 года работал в Чертковской машинно-тракторной станции сначала был бригадиром, а затем с июня 1956 года работал бригадиром тракторной бригады. Алексей Яковлевич в 1958—1960 годах был бригадиром тракторной бригады в колхозе имени Кирова Морозовского района Ростовской области, затем с 1960 года работал комбайнёром-машинистом широкого профиля.
За высокие результаты и проявленную трудовую доблесть в увеличении производства и заготовок зерна за 1966 год Алексей Яковлевич Шульгин был удостоен в 1967 году звания Героя Социалистического Труда с вручением ордена Ленина и золотой медали «Серп и Молот».
Алексей Яковлевич в 1967 году был награждён бронзовой медалью ВДНХ СССР, в хуторе Николаеве была названа одна из улиц его именем.
Умер 28 марта 1985 года. Похоронен на кладбище хутора Николаев того же района.

## Награды
- Герой Социалистического Труда (1967);
- Ордена Ленина (1967);
- Медаль «Серп и Молот» (1967);
- Бронзовая медаль ВДНХ (1967).